# 埃松河畔巴朗库尔
埃松河畔巴朗库尔（法語：Ballancourt-sur-Essonne，法語發音：[balɑ̃kuʁ syʁ ɛsɔn] ⓘ）是法国法兰西岛大区埃松省的一个市镇，属于埃夫里区。

## 地理
埃松河畔巴朗库尔（48°31'32"N, 2°23'8"E）面积11.3 平方千米，位于法国法蘭西島大區埃松省，该省份为法国北部内陆省份，北起上塞纳省和马恩河谷省，西接厄尔-卢瓦省和伊夫林省，南至卢瓦雷省，东临塞纳-马恩省。
与埃松河畔巴朗库尔接壤的市镇（或旧市镇、城区）包括：丰特奈勒维孔特、博尔讷、尚克伊、舍瓦讷、伊特维尔、小韦尔。

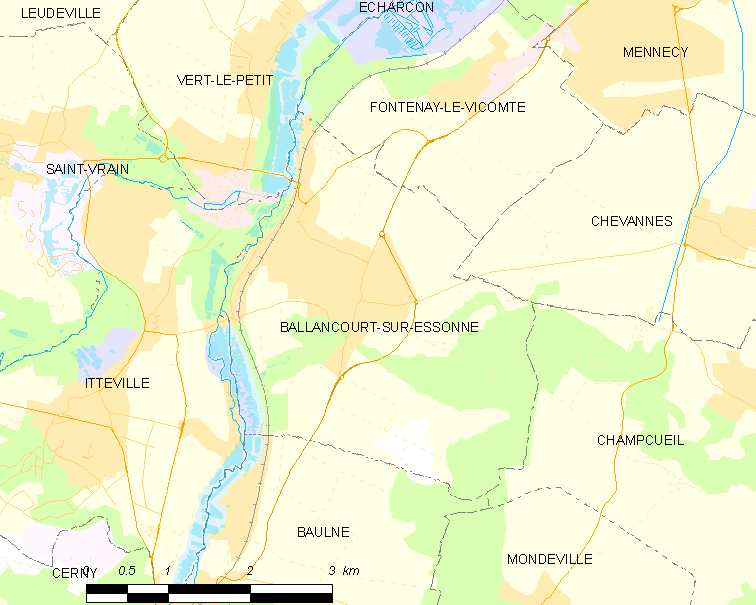
埃松河畔巴朗库尔的OSM定位图

埃松河畔巴朗库尔的时区为UTC+01:00、UTC+02:00（夏令时）。

## 行政
埃松河畔巴朗库尔的邮政编码为91610，INSEE市镇编码为91045。

## 政治
埃松河畔巴朗库尔所属的省级选区为梅讷西县。

## 人口

1962-2008年间埃松河畔巴朗库尔人口变化图示

埃松河畔巴朗库尔于2022年1月1日时的人口数量为7795人。